# Пиберник, Лука
Лука Пиберник (словен. Luka Pibernik; род. 23 октября 1993, Любляна, Словения) — словенский профессиональный шоссейный велогонщик, выступающий за команду Bahrain Victorious. Двукратный Чемпион Словении в групповой гонке (2013, 2015).

## Карьера
В 2016 году выиграл 6-й этап Энеко Тура.. В 2016 году дебютировал на Гранд-турах, заняв 102-е место на Тур де Франс, в 2017 году занял 100-е место на Джиро д'Италия.

## Достижения
| ГК | Генеральная классификация |
| ОК | Очковая классификация     |

## Статистика выступлений наГранд Турах
| Гранд Тур | 2016 | 2017 | 2018 |
| --------- | ---- | ---- | ---- |
| Джиро     | -    | 100  | -    |
| Тур       | 102  | -    | -    |
| Вуэльта   | -    | -    | 142  |